# Lior Refaelov
Lior Refaelov (* 26. April 1986 in Or Akiva, Bezirk Haifa) ist ein israelischer Fußballspieler, der ab der Saison 2023/24 beim israelischen Verein Maccabi Haifa unter Vertrag steht.

## Verein
Lior Refaelov spielte von 2004 bis 2011 für den israelischen Erstligisten Maccabi Haifa. In dieser Zeit gewann er mit seinem Team vier Meisterschaften. In der Saison 2010/11 konnte er mit elf Treffern in siebenundzwanzig Ligaspielen zudem seine beste Torquote erzielen und wurde für seine guten Leistungen als Israels Fußballer des Jahres ausgezeichnet.
Am 20. Juni 2011 verpflichtete ihn der belgische Erstligist FC Brügge. Mit dem Verein konnte er 2016 und 2018 die Meisterschaft sowie 2015 den Pokalsieg feiern.
Zur Saison 2018/19 wurde er an den Ligarivalen Royal Antwerpen verliehen. Bereits im Januar 2019 wurde sein endgültiger Wechsel mit dem Ende der Ausleihe zu Royal Antwerpen vereinbart.
Für seine Leistungen im Jahr 2020 wurde er mit dem Goldenen Schuh, verliehen durch eine Jury aus Fachjournalisten, ausgezeichnet.
Ende April 2020 gab der RSC Anderlecht vor Beginn der Play-offs bekannt, dass Refaelov zur neuen Saison 2021/22 zu Anderlecht wechselt, nachdem sein Vertrag bei Antwerpen zum Saisonende ausläuft. Er hat bei Anderlecht einen Vertrag für die nächsten zwei Spielzeiten unterschrieben. Darauf erklärte Antwerpen, dass Refaelov in den Play-off-Spielen, bei denen unter anderem Anderlecht ein Gegner von Antwerpen war, nicht eingesetzt wird.
In seiner ersten Saison bestritt Refaelov 37 von 40 möglichen Ligaspielen für Anderlecht, in denen er zwölf Tore schoss, sechs Pokalspiele mit fünf Toren und vier Qualifikationsspiele zur Conference League mit drei Toren. In der nächsten Saison waren es 29 von 34 möglichen Ligaspielen, in denen er vier Tore schoss, zwei Pokalspiele und 14 Spiele im Europapokal mit zwei Toren.
Nach Auslaufen seines Vertrages wechselte er zur Saison 2023/24 zurück nach Israel zu Maccabi Haifa, wo er einen Vertrag mit einer Laufzeit von zwei Jahren unterschrieb.

## Nationalmannschaft
Lior Refaelov debütierte am 22. August 2007 in einem Freundschaftsspiel gegen Belarus für die Nationalmannschaft Israels. Bis zu seiner letzten Nominierung im Jahre 2017 bestritt er 40 Länderspiele und erzielte dabei sechs Tore.

## Erfolge
- Israelischer Meister: 2005, 2006, 2009, 2011
- Belgischer Pokalsieger:
  - 2015 (FC Brügge)
  - 2020 (Royal Antwerpen)
- Belgischer Meister: 2016, 2018

## Auszeichnungen
- Goldener Schuh (belgischer Fußballer des Jahres): 2020[3]